# Ehemänner-Report
Ehemänner-Report (auch: Seitensprung-Report) ist ein deutscher Film des Regisseurs Harald Philipp aus dem Jahr 1971. Er ist eine Variante der erfolgreicheren Filmreihe Schulmädchen-Report.

## Handlung
Ausgangspunkt der in mehrere Episoden geschilderten Thematik „Fremdgehen“ ist ein Männerstammtisch, der sowohl als Treffpunkt wie auch als Alibi von untreuen Ehemännern dient. Im Stammbordell des Kegelclubs kommen alle auf ihre Kosten. Die einzelnen Episoden begleiten Reporter-Fragen zu ehelicher Treue und Ehebruch.

## Kritik
Der Filmdienst sah lediglich einen „Vorwand für breit ausgespielte Sex-Szenen. Ein Pseudo-Report, der Wissenschaftlichkeit vortäuscht.“